# Percy Pilcher

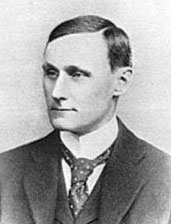
Percy Pilcher.

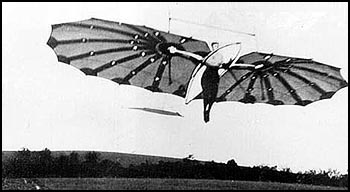
Pilcher flygande Hawk

Percy Pilcher, född 16 januari 1866 död 2 oktober 1899, var en brittisk ingenjör.
Pilcher besökte Otto Lilienthal 1885 där han fick prova att flyga med Lilienthals biplansglidare. Efter hemkomsten konstruerade han en egen hängglidare med stark V-form på vingen. Den hade en liten fena men saknade helt en horisontell stabilisator. Vingbelastningen blev så låg som 6,2 kg/m². Glidaren gavs namnet Bat.
1896 konstruerar Pilcher sin fjärde hängglidare Hawk. Trots att glidaren var försedd med ett fjädrande landställ med hjul lyckades han minska vingbelastningen till 4 kg/m². Glidaren kunde startas med lina eller att piloten sprang i en utförsbacke.
Under 1897 genomförde Pilcher ett flertal lyckade flygningar, han lyckades nå höjden 230 meter över startplatsen. Vid en flygning 30 september 1899 havererade han på grund av stabilisatorbrott, han skadades så allvarligt att han avled några dar senare. 
Glidaren Hawk restaurerades och finns numera bevarad på The Scottish National Museum i Edinburgh.